# Gelis manni
Gelis manni là một loài tò vò trong họ Ichneumonidae.